# Hero Fracture Zone
Koordinaten: 61° 30′ S, 66° 0′ W
Die Hero Fracture Zone (englisch für Hero-Bruchzone) ist eine unterseeische Transformstörung im Südlichen Ozean. Sie verläuft inmitten der Drakestraße zwischen der Südspitze Südamerikas und dem Archipel der Südlichen Shetlandinseln.
Die Benennung erfolgte im General Bathymetric Chart of the Oceans und ist seit Juni 1987 durch das US-amerikanische Advisory Committee on Undersea Features (ACUF) bestätigt. Namensgeber ist die Sloop Hero, mit der Nathaniel Palmer zwischen 1820 und 1821 die Südlichen Shetlandinseln besucht hatte.